# 니시테쓰 관광버스

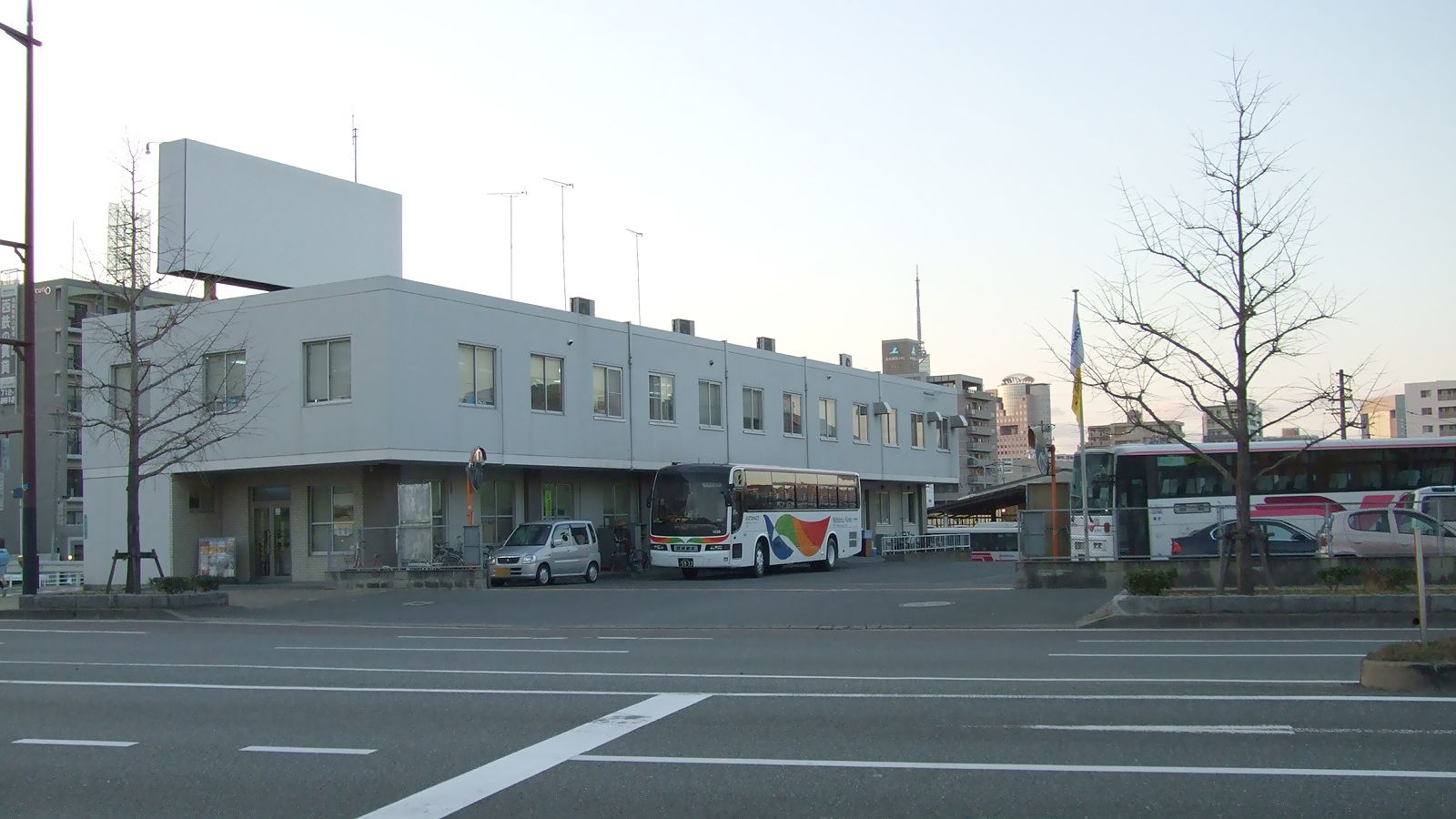
2010년 11월 말까지 유지되었던 니시테쓰 관광버스 본사 사옥 전경.

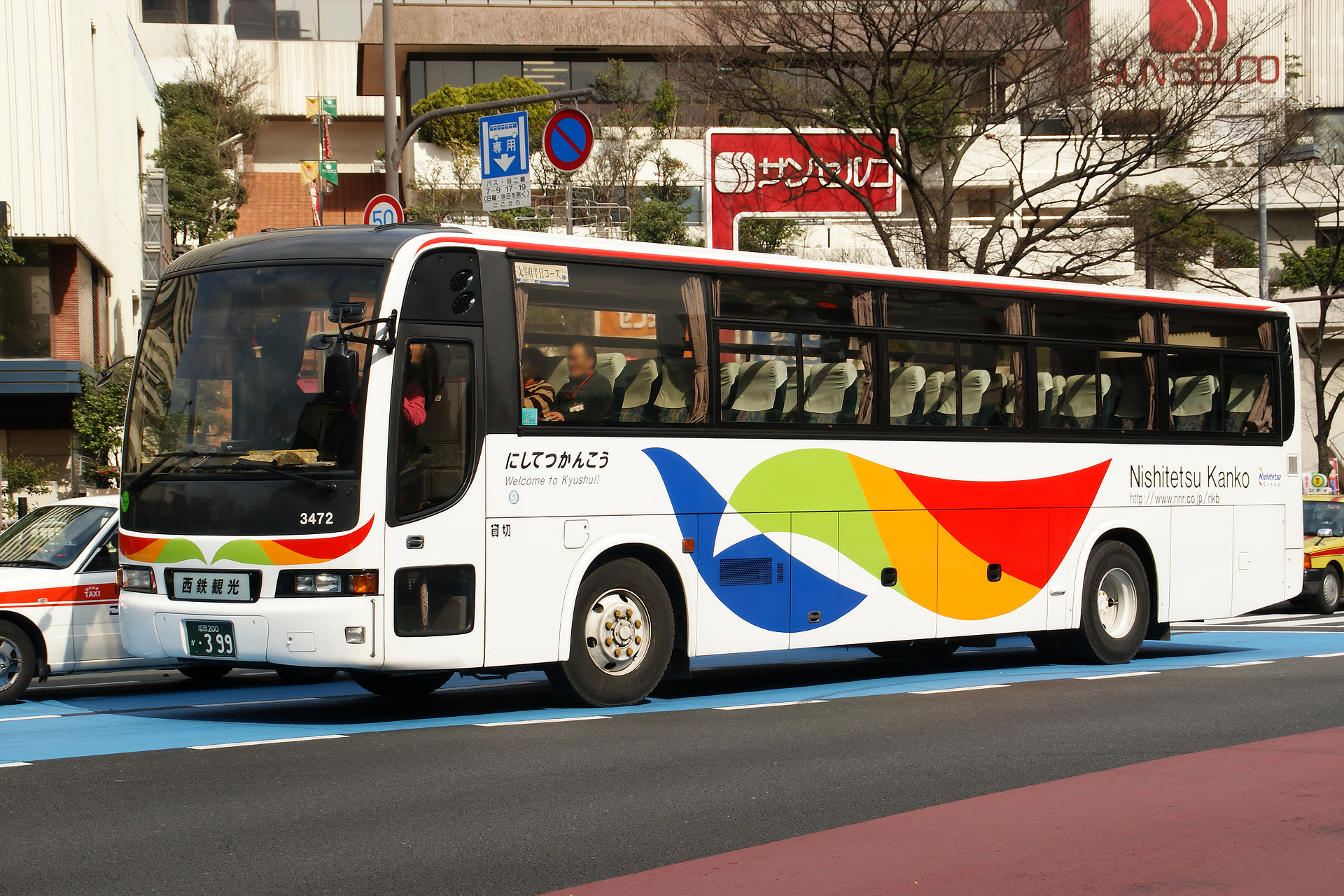
대절용으로 운용되고 있는 전세버스

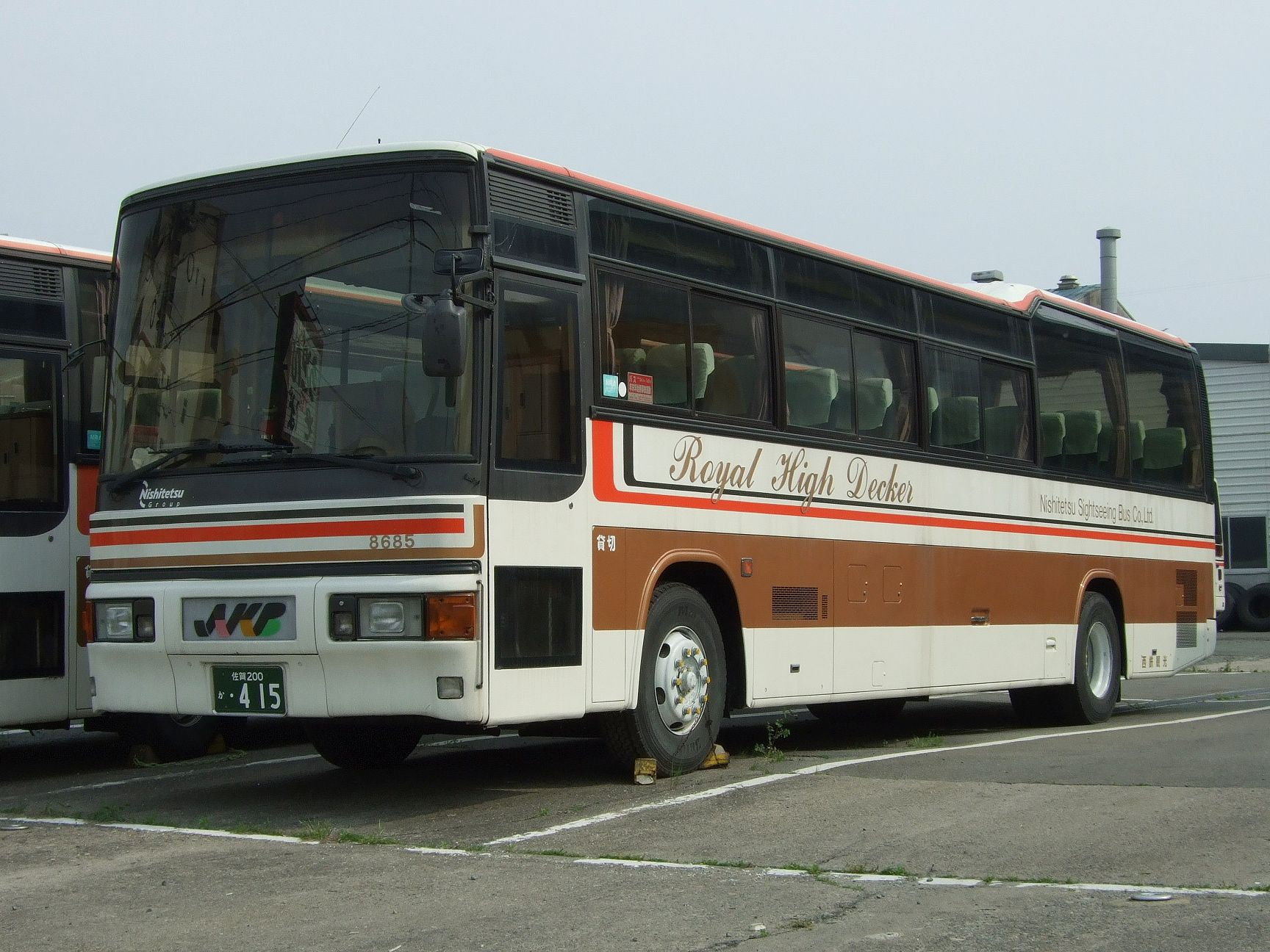
2004년 이전에 적용된 도색 (통칭은 "루센트 컬러")

니시테쓰 관광버스(일본어: 西鉄観光バス)는 서일본 철도 계열의 관광버스 업체이자 서일본 철도의 자회사이다. 그러나 이 사업자가 가지고 있는 소재지는 후쿠오카현 후쿠오카시 주오구 나노쓰에 본사를 두고 있다. 그래서 서일본 철도가 100% 출자하고 있는 업체로 알려져 왔다. 1997년 니시테쓰가 대절 버스 사업 부문을 분사하기로 결정됨과 동시에 설립하였고, 애초 설립 당시에는 관광버스를 전문적으로 행해지고 있지만, 이후에는 고속버스와 정기 관광버스의 사업도 물론 운행되었으나, 2010년 10월부터 고속버스는 니시테쓰 고속버스에 양도되었고, 같은 해 12월에는 정기 관광버스 사업을 없앤 뒤 현재의 체제를 꾸려나가고 있다. 
다만, 2008년 4월 1일 부로 니시테쓰 기타큐슈 관광과 규슈 관광버스에 흡수합병시켜서 해산됨과 동시에, 규슈 관광버스가 니시테쓰 관광버스로 사명이 바뀌었다. 그리고 이 업체가 실질적으로 설립된 것은 1997년 7월 10일 자본금 3억엔을 갖고 니시테쓰 대절 사업부에서 분리시켜 설립한 것이 효시인 것으로 나와 있다.

## 영업소 소재지
- 후쿠오카 지사 : 후쿠오카현 후쿠오카시 주오구 나노쓰 3초메 8-15
- 기타큐슈 지사 : 후쿠오카현 기타큐슈시 고쿠라키타구 아오바 1초메 2-32

## 영업부 소재지
영업부는 대체적으로 가메노이 버스와 공동 수주를 실시하고 있다.
- 본사 영업부 : 후쿠오카현 후쿠오카시 주오구 나노쓰 3초메 8-15
- 도쿄 지사 : 도쿄도 지요다구 이다바시 3초메 11-13
- 오사카 지사 : 오사카시 요도가와구 미야하라 2초메 14-14

## 갤러리

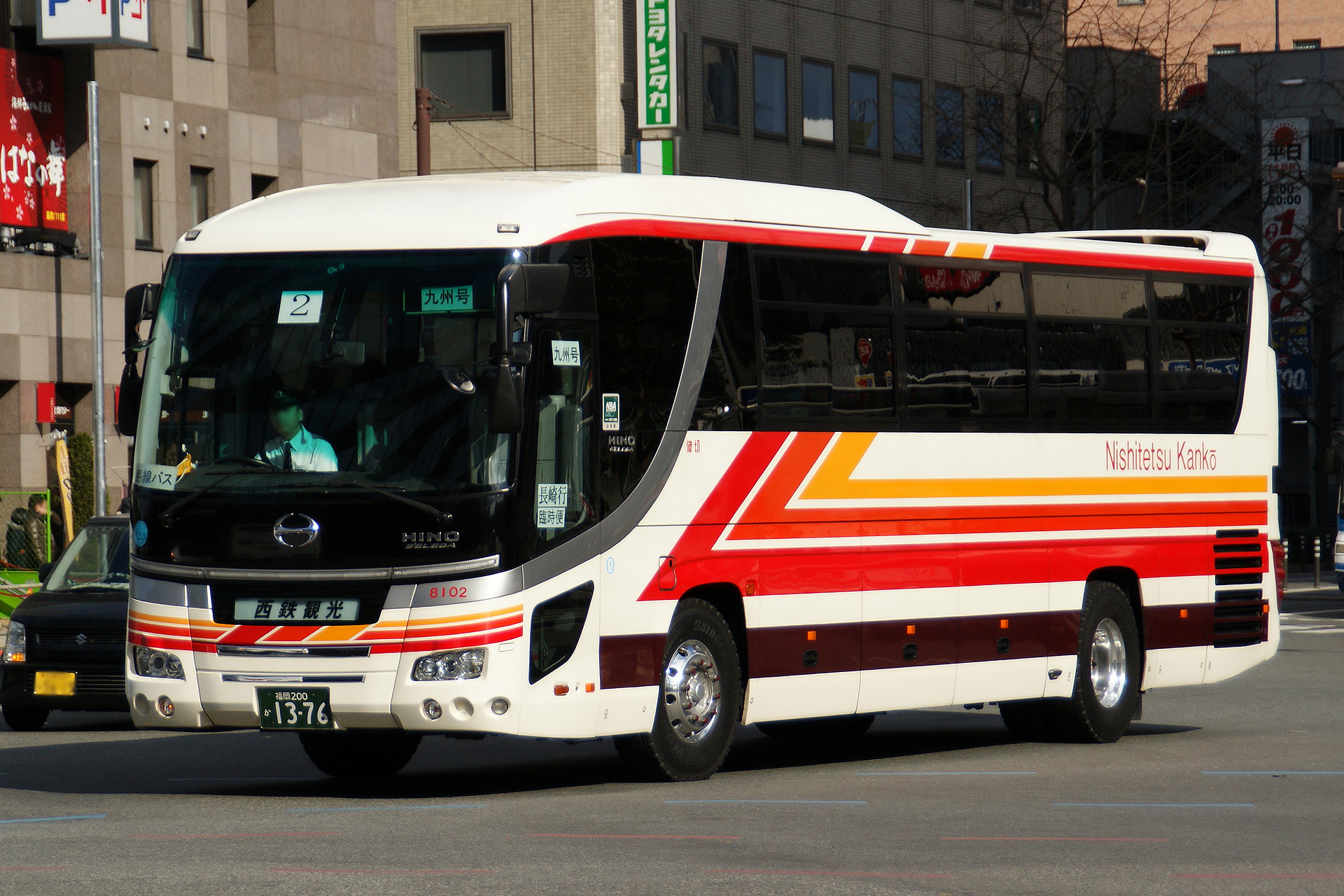
세레가 (원 소속은 규슈 관광버스 차량)
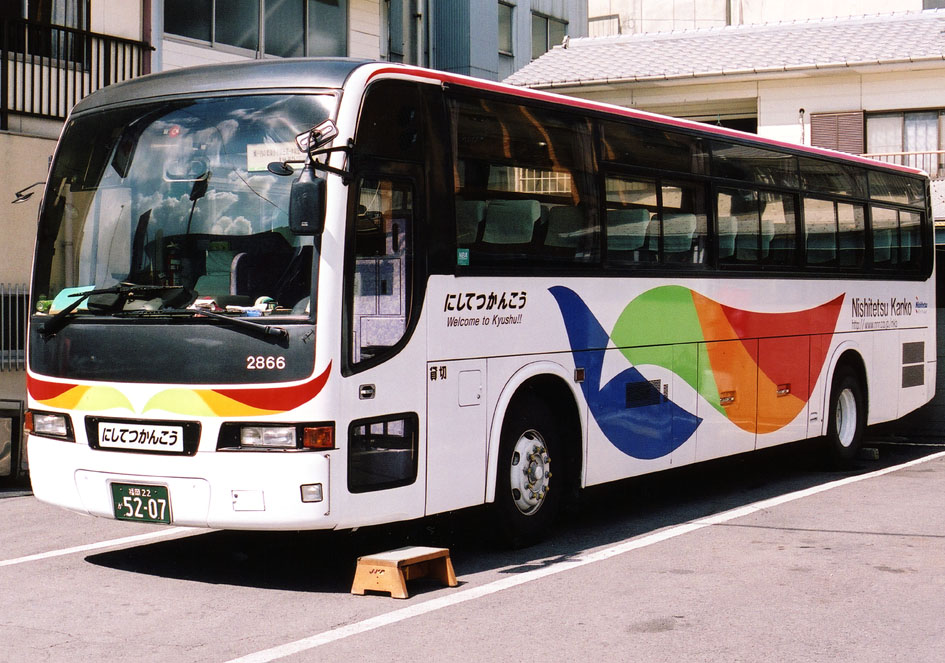
스켈레톤55
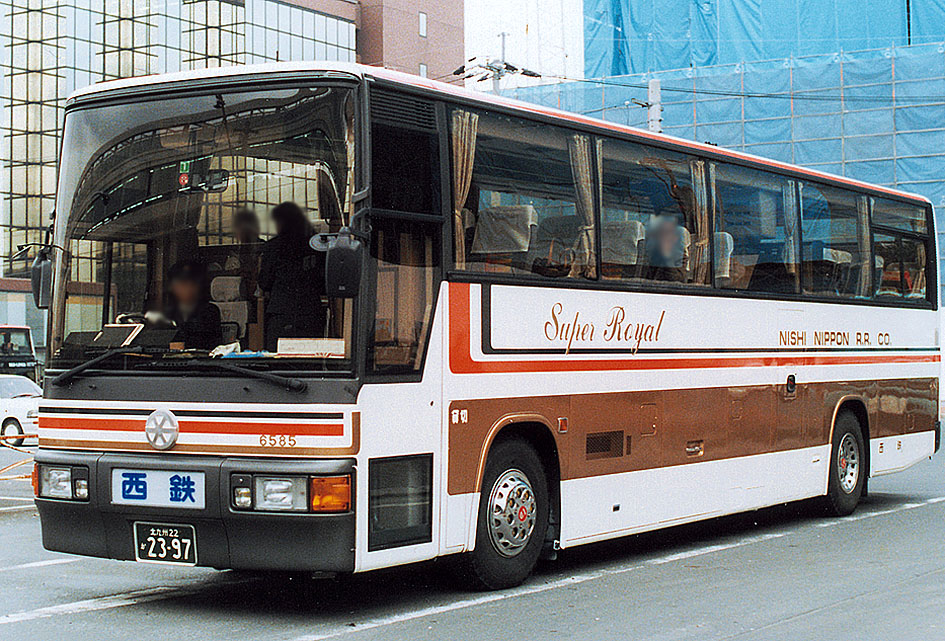
슈퍼로얄 (니시테쓰 관광버스로 이관되기 직전 모습)
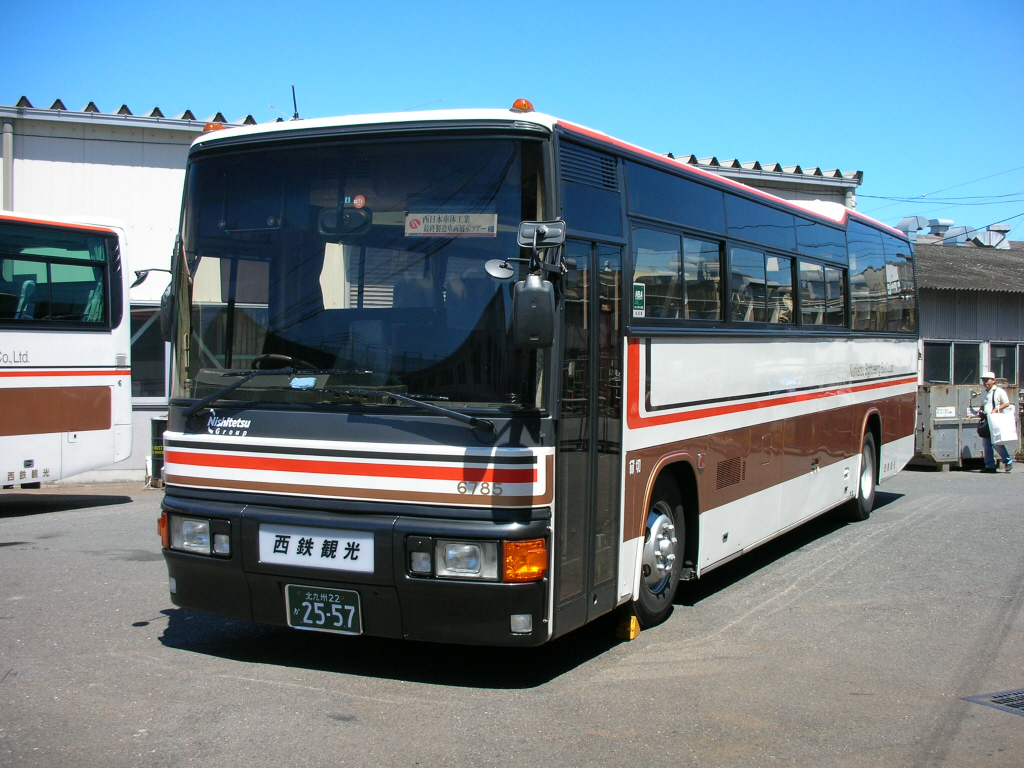
로얄 하이데커
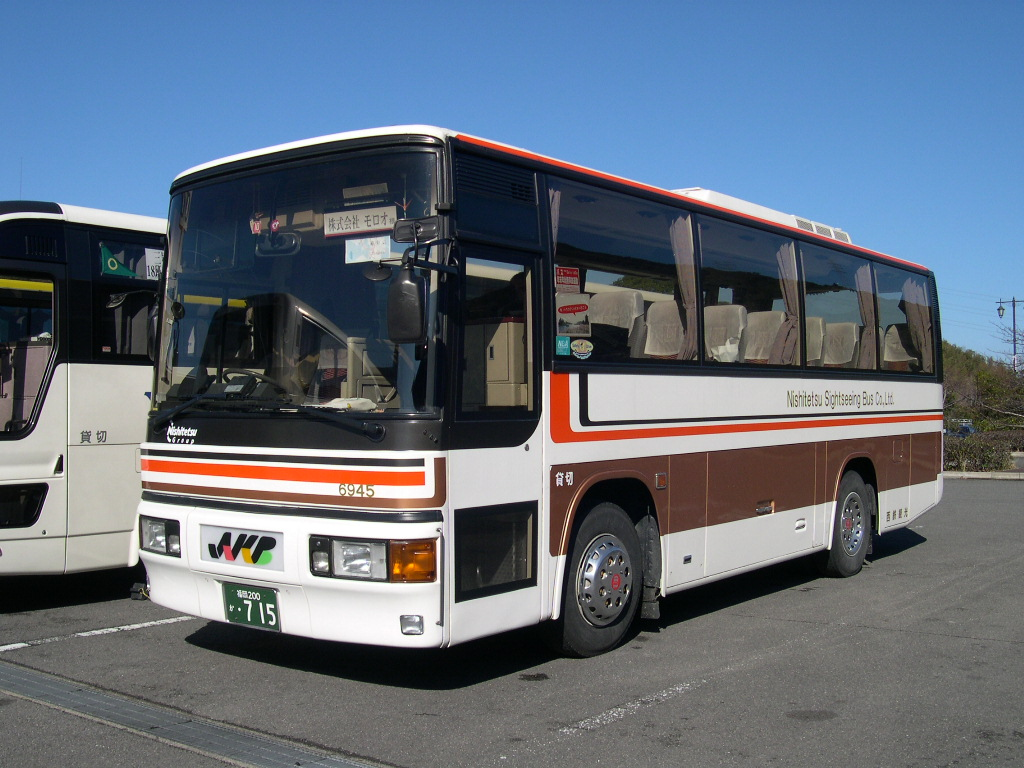
중형 차량
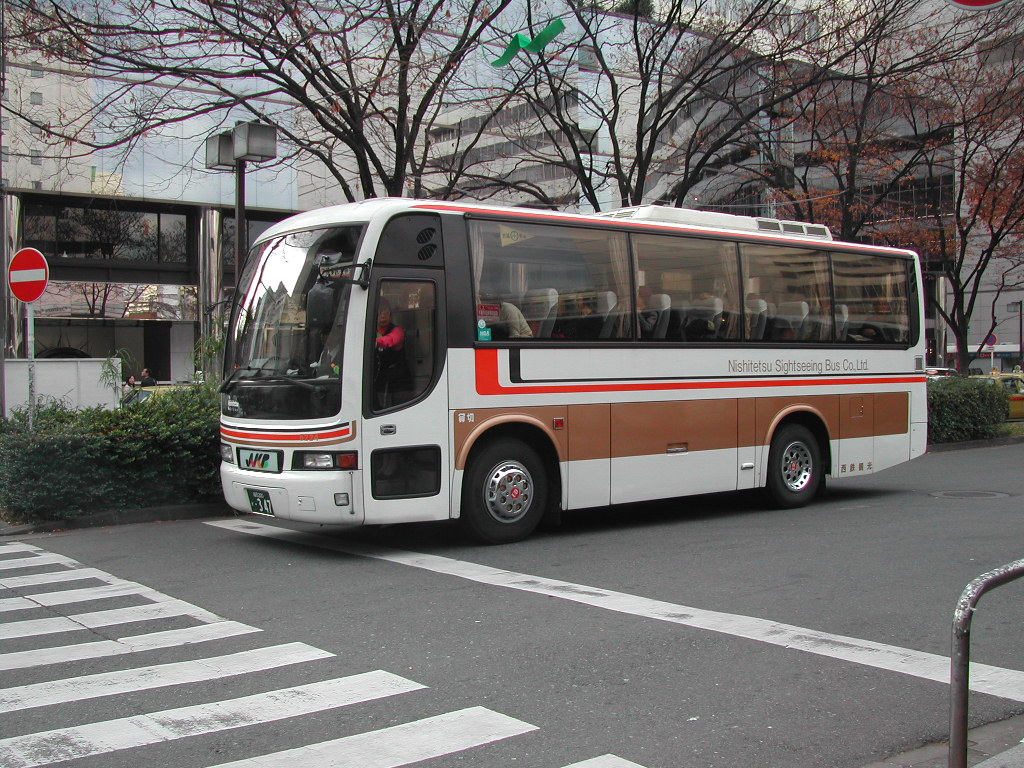
중형 차량 (최신형)

## 같이 보기

### 일반 주제
- 오사카 니시테쓰 관광버스

### 관련 운수사
- 니시테쓰 버스
- 니시테쓰 고속버스